# Ana Belén Elgoyhen
Ana Belén Elgoyhen (geb. 13. Dezember 1959 in Buenos Aires) ist eine argentinische Biochemikerin und Molekularbiologin, die grundlegende Beiträge zur Erforschung der molekularen Mechanismen des Hörens geleistet hat. Für ihre Arbeiten wurde sie mehrfach international ausgezeichnet, darunter mit dem L’Oréal-UNESCO-Preis und dem Konex-Preis in Platin.

## Leben
Elgoyhen wurde 1959 in Buenos Aires geboren. Sie studierte Biochemie an der Universidad de Buenos Aires (UBA) und erlangte dort 1989 den Doktortitel. Anschließend wirkte sie von 1991 bis 1994 als Postdoktorandin am Salk Institute for Biological Studies in La Jolla, Kalifornien. Nach ihrer Rückkehr nach Argentinien gründete sie am Institut für Gentechnik und molekulare Biologie (INGEBI) des CONICET in Buenos Aires eine eigene Forschungsgruppe. Sie ist Mitbegründerin der Tinnitus Research Initiative und gilt als internationale Expertin auf dem Gebiet der Molekulardiagnostik von Hörverlust. Seit 2008 ist sie Forschungsleiterin am INGEBI und zugleich Adjunct Professor für Hals-Nasen-Ohren-Heilkunde an der Johns Hopkins University. Elgoyhen ist verheiratet und hat einen Sohn.

## Wirken
Elgoyhen leistete grundlegende Beiträge zum Verständnis der molekularen Grundlagen des Gehörs, insbesondere zur Funktion der neuronalen Übertragung im Innenohr. Sie identifizierte 1994 ein Molekül, welches die Kommunikation zwischen dem zentralen Nervensystem und den sensorischen Zellen im Ohr vermittelt. Dieses Molekül spielt eine wesentliche Rolle bei der Verarbeitung akustischer Signale, ermöglicht etwa das Herausfiltern relevanter Geräusche aus einer lauten Umgebung und schützt das Ohr vor lärmbedingten Schäden, wie etwa Hörverlust und Tinnitus. Sie veröffentlichte zahlreiche wissenschaftliche Artikel und hält mehrere Patente auf dem Gebiet der Neurobiologie des Hörens.
Im Jahr 2008 erhielt Elgoyhen als zweite argentinische Wissenschaftlerin den L’Oréal-UNESCO-Preis für Frauen in der Wissenschaft. Diese Auszeichnung wurde ihr aufgrund der Bedeutung ihrer Entdeckungen in der molekularen Hörforschung verliehen. Weitere Auszeichnungen umfassen den Howard Hughes Medical Institute International Scholar (1997–2011), den John Simon Guggenheim Memorial Foundation Fellowship (2003) sowie den Grand Prix Fondation Pour L’Audition (2018).